# Mercury M-Series
De Mercury M-Series is een reeks pick-uptrucks die van 1946 tot 1968 geproduceerd werden door de Amerikaanse autofabrikant Mercury, onderdeel van de Ford Group. De Mercury M-Series werd voornamelijk in Canada verkocht en was vrijwel identiek aan de Ford F-Series.
Om de M-Series pick-uptrucks te kunnen onderscheiden van hun Ford-tegenhangers kregen ze een merkspecifiek radiatorrooster, een gewijzigde buitenafwerking met meer verchroomde sierelementen en een iets andere interieurbekleding. In tegenstelling tot de Ford F-Series was de Mercury M-Series uitsluitend verkrijgbaar met een V8-motor.
Voor de eerste generatie M-Series gebruikte Mercury tussen 1948 en 1950 Mercury een eigen typeaanduiding, bestaande uit een "M" gevolgd door een getal dat gebaseerd was op het maximum bruto voertuiggewicht. Zo was bijvoorbeeld de Mercury M-47 een pick-uptruck met een maximum bruto gewicht van 4700 lbs (ongeveer 2,1 ton). Vanaf 1951 volgde Mercury weer gewoon de typeaanduiding van de Ford F-Series.
Ford stopte met de productie van Mercury-trucks in het voorjaar van 1968.

## Fotogalerij

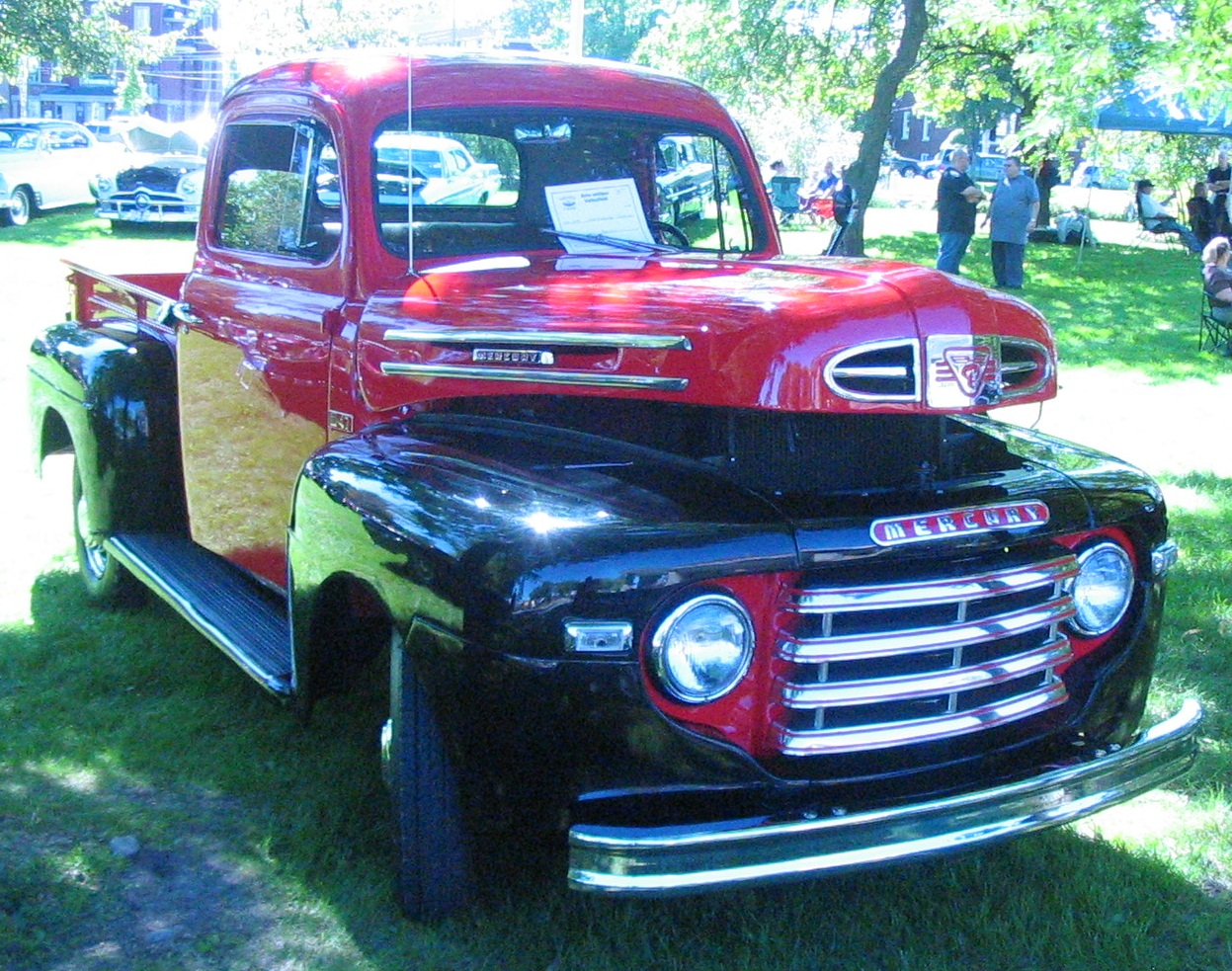
Eerste generatie (1946-1952)
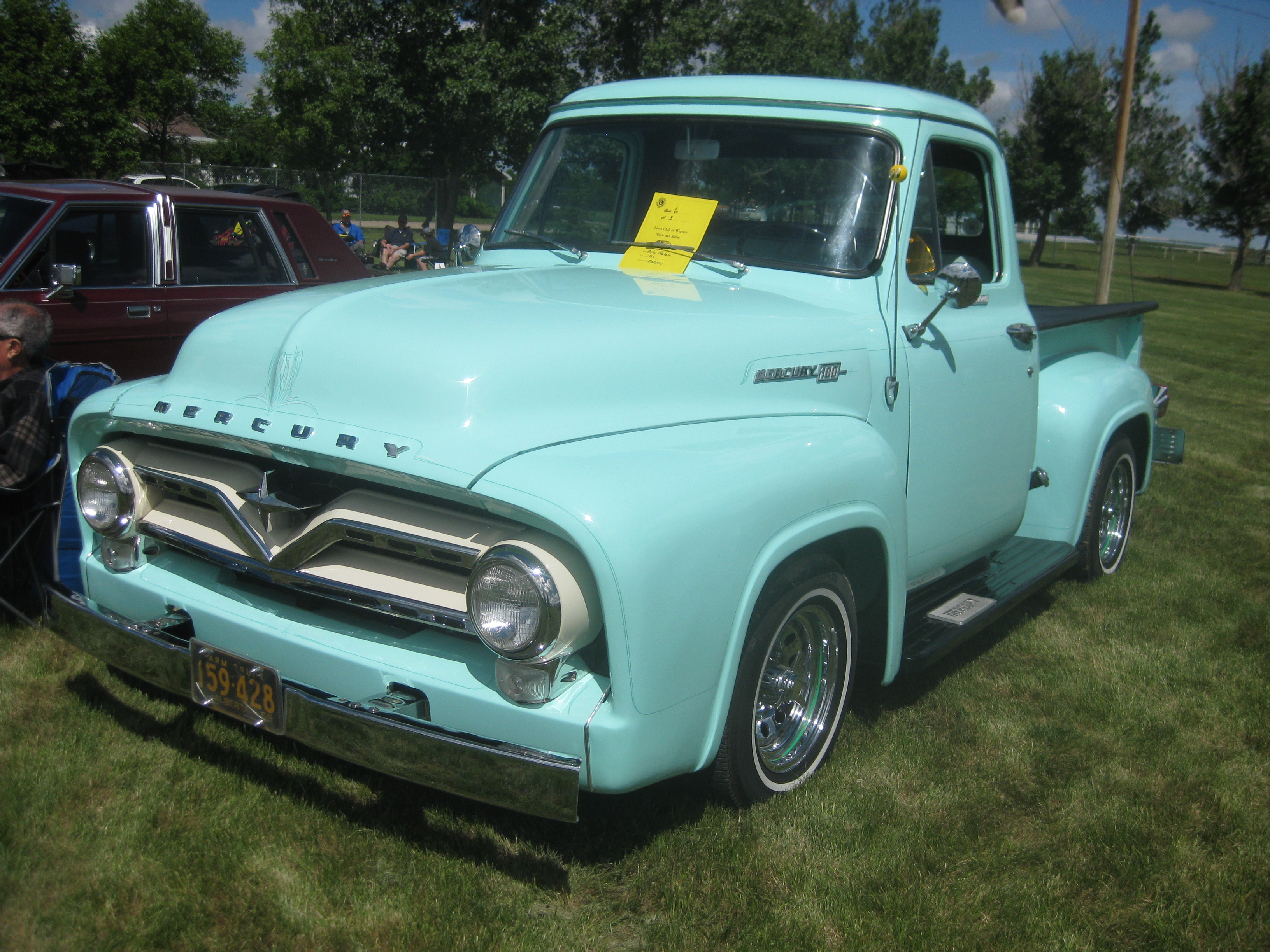
Tweede generatie (1953-1956)
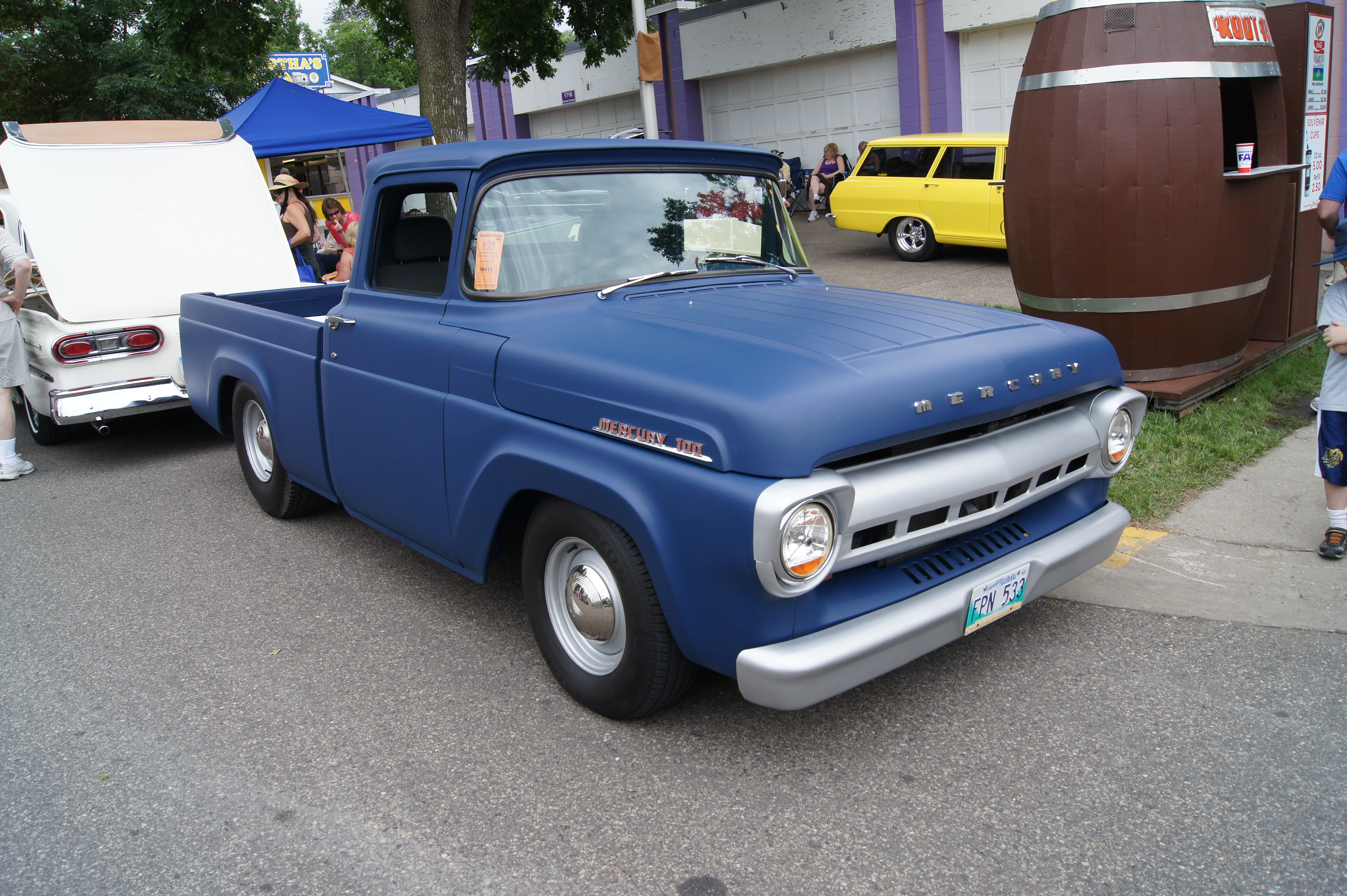
Derde generatie (1957-1960)
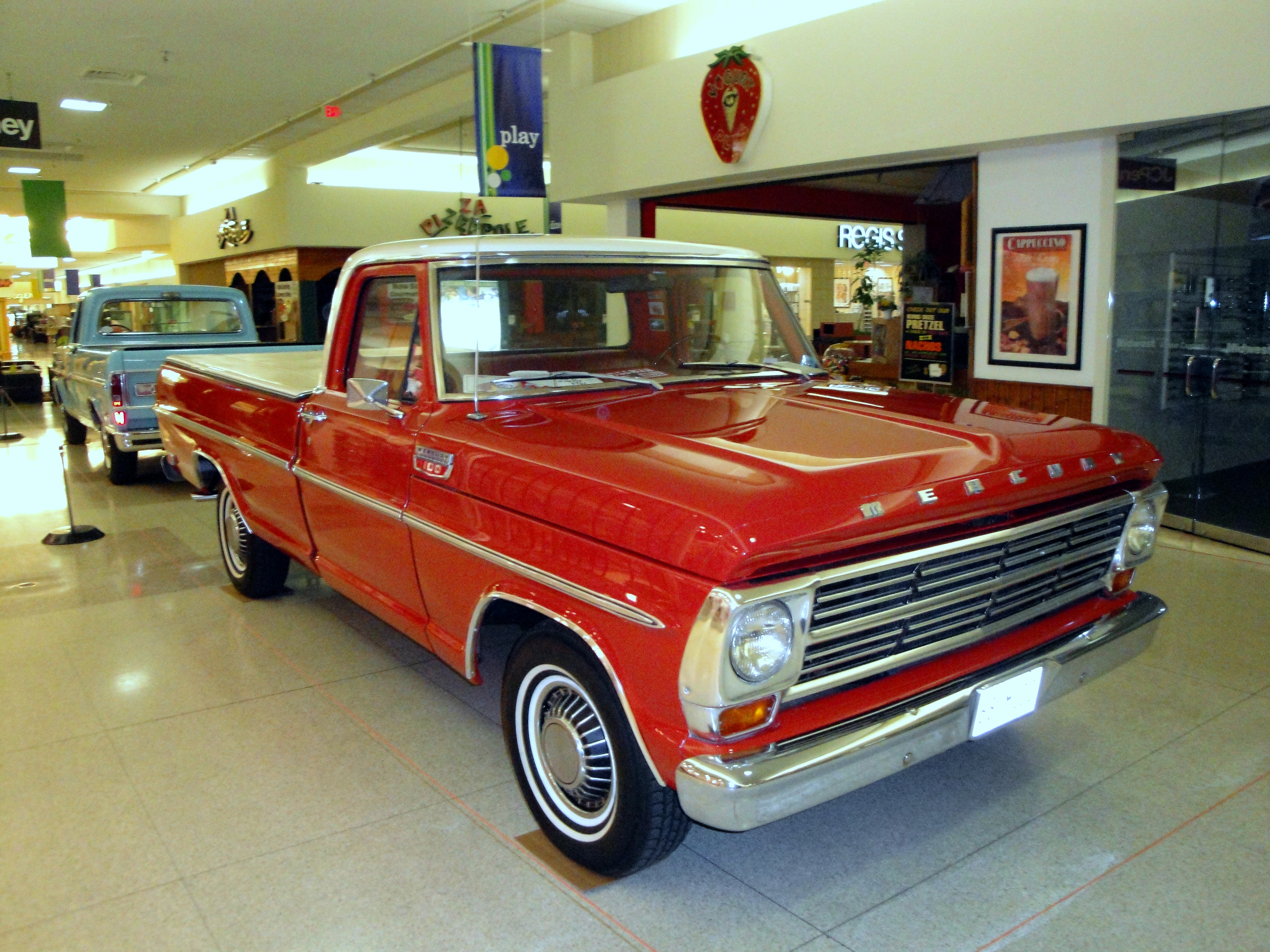
Vierde generatie (1961-1968)